# Zeche Wesselbank
Die Zeche Wesselbank ist ein ehemaliges Steinkohlebergwerk in Dortmund.
Die Zeche Wesselbank befand sich im heutigen Stadtwald Bittermark am Nordhang des Ardeygebirges. Die Kohleflöze treten hier oberflächennah zu Tage, so dass ein Bergbau im Stollenabbau ohne aufwendige Technik schon früh möglich war.
Die Bergbaurelikte im Bittermärker Wald sind als Bodendenkmal in die Denkmalliste der Stadt Dortmund eingetragen.